# Villa Soriano

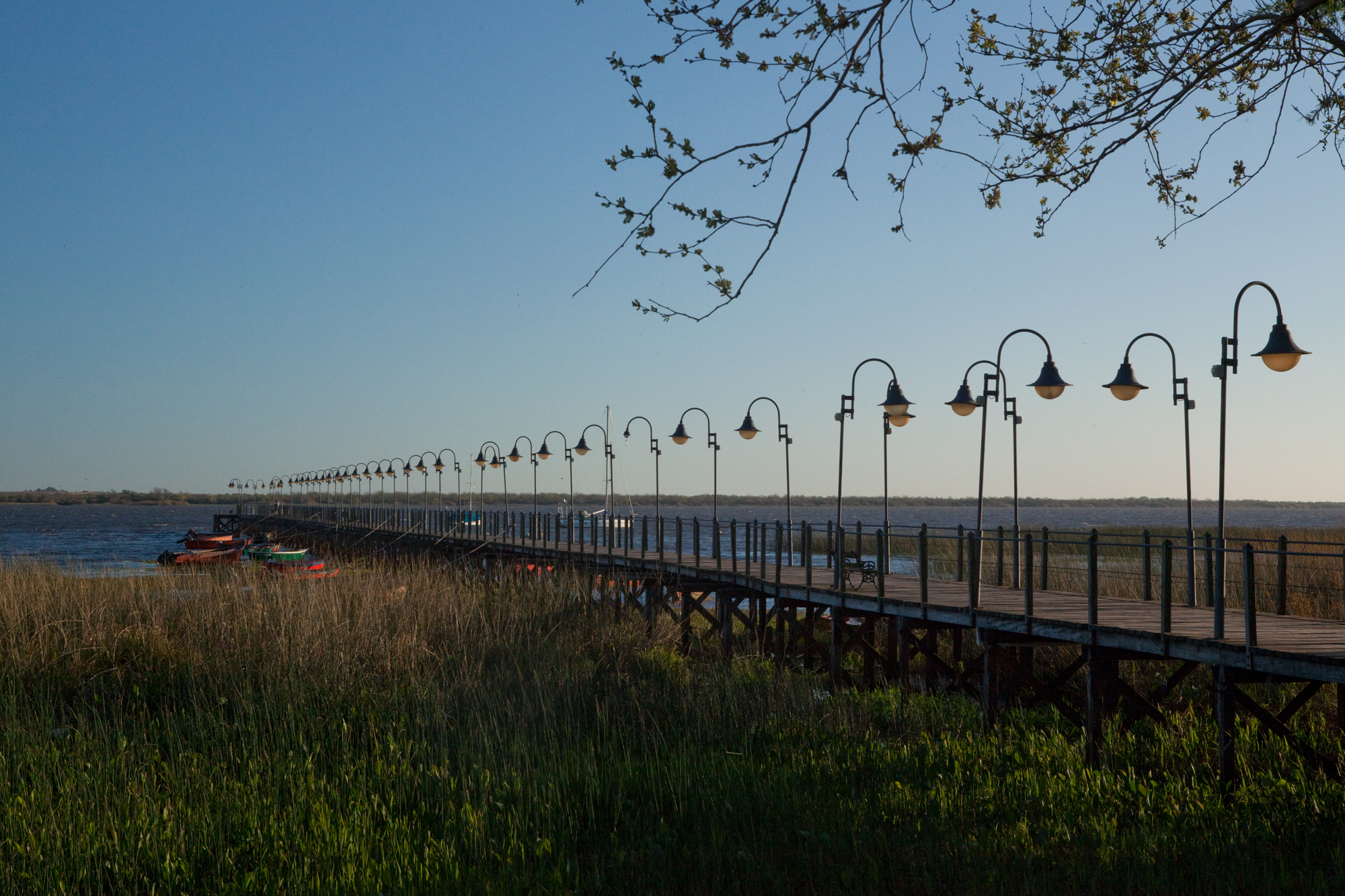
Muelle de Villa Soriano sobre el río Negro.

Santo Domingo Soriano, conocida también como Soriano o Villa Soriano, es una localidad uruguaya del departamento de Soriano. Fue la capital del departamento homónimo desde la creación del mismo el 27 de enero de 1816, por el general José G. Artigas, hasta el 6 de julio de 1857.

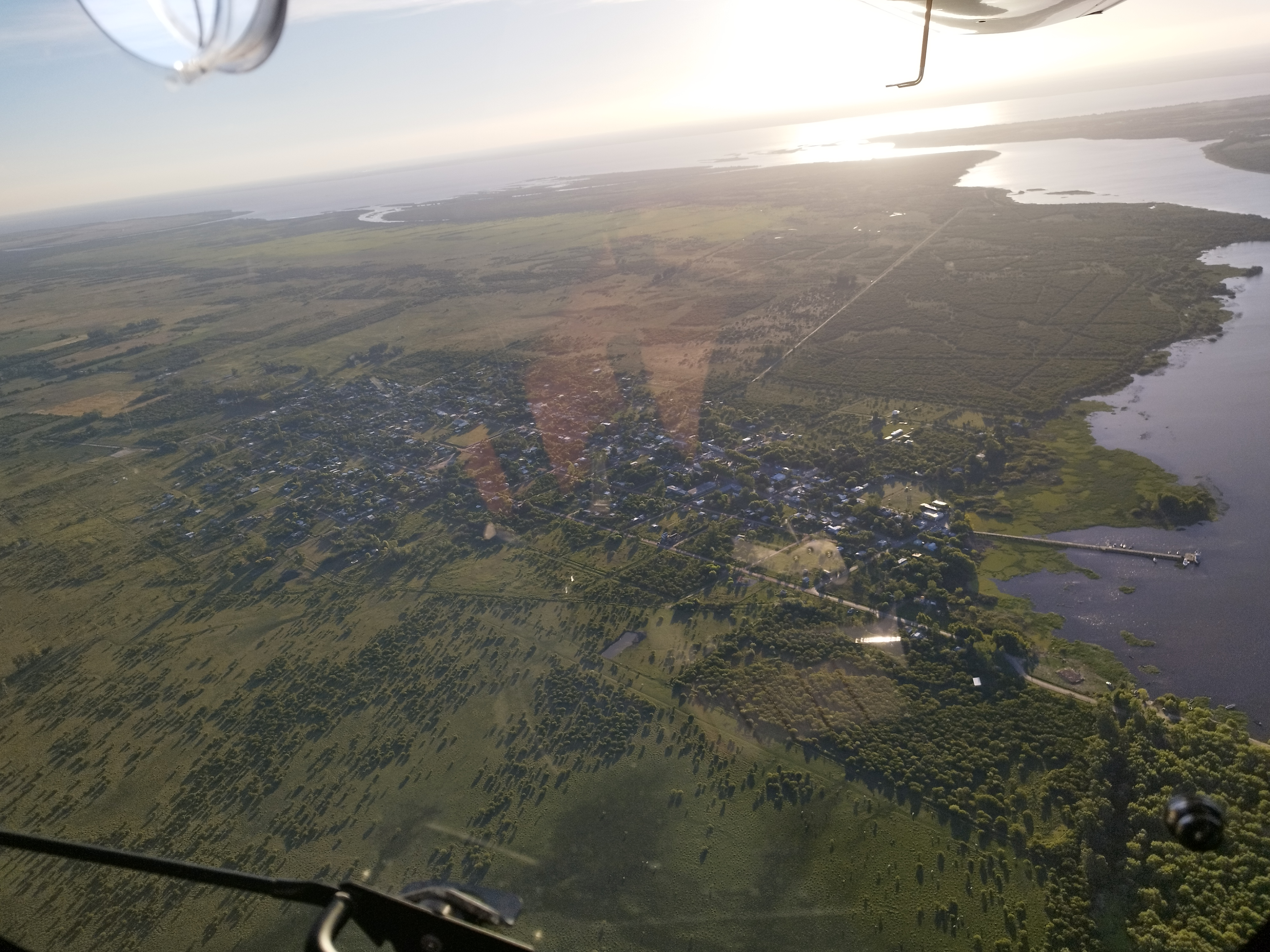
Villa Soriano, fotografía aérea.

## Ubicación
La localidad de Soriano se encuentra ubicada en la zona noroeste del departamento homónimo, sobre las costas del río Negro, próximo a su desembocadura en el río Uruguay, y en el kilómetro 0 de la ruta 95.

## Historia

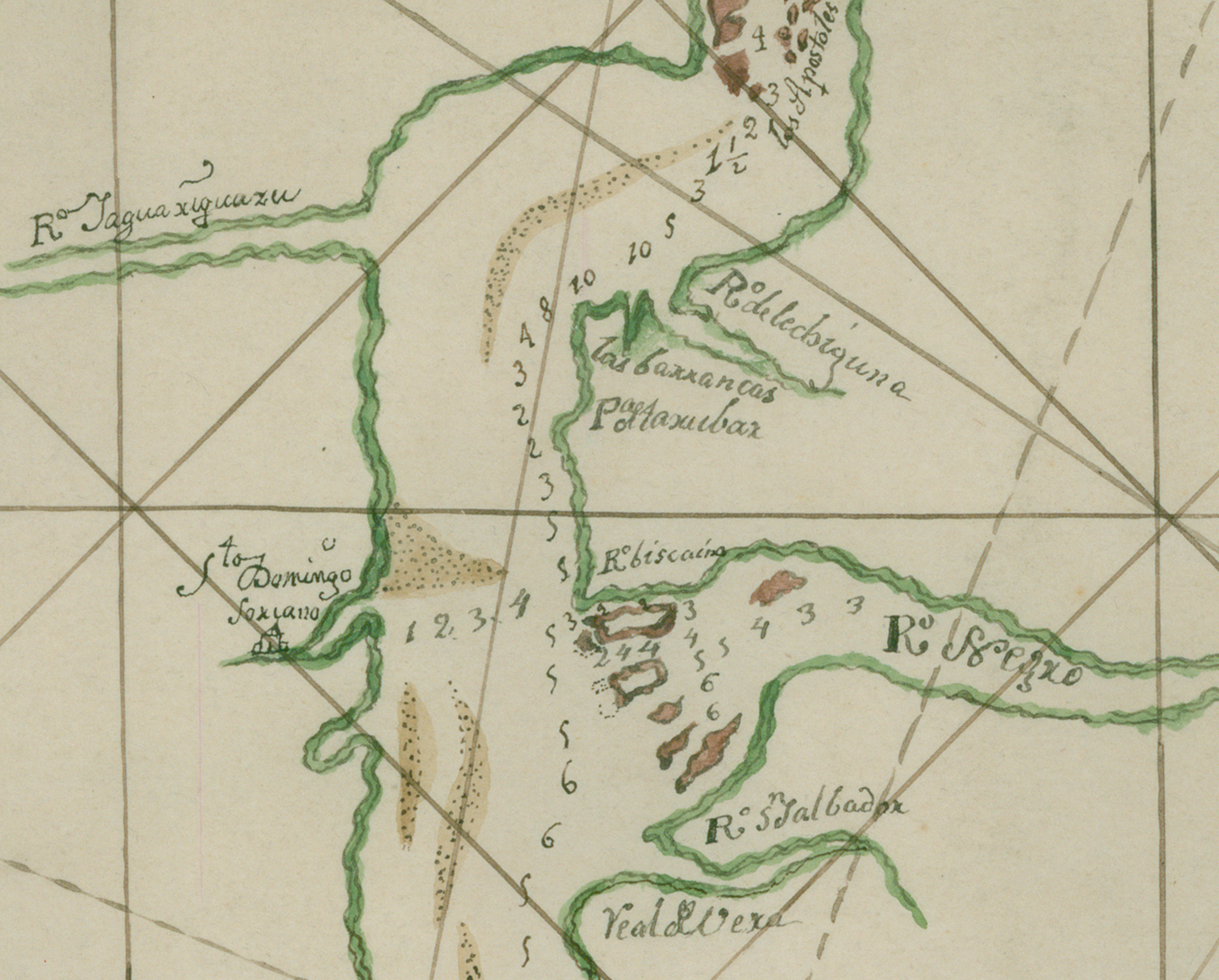
Mapa de 1692 que ubica a Santo Domingo Soriano en su ubicación original, en la actual costa argentina.

1611 y 1617. Hernandarias introduce el ganado vacuno en la isla Vizcaíno -actual departamento de Río Negro, Uruguay, en el delta de dicho río-, que se le obsequiara en 1607.
1625. Desde Buenos Aires, en agosto, por decisión del Gobernador Céspedes, Juan de Bergara y Pedro Gutiérrez, organizan en la costa oriental del río Uruguay dos reducciones de indios: San Francisco de Olivares y San José de Céspedes. En 1624 no hubo fundación alguna, como se suponía erróneamente debido a comentarios de Domingo Ordoñana.
1628. Son abandonadas esas dos reducciones, próximas a lo que hoy es Soriano.
1636. Felipe IV, Rey de España, adopta Santo Domingo Soriano como pueblo en Calabria, en el Sur de Italia, posesión entonces española.
1640. El Rey de España se proclama Protector de Nápoles y su región, abarcando Santo Domingo Soriano en la Calabria.
1644. El culto de Santo Domingo Soriano se difunde mucho en España y América.
1652. Se difunden milagros extraordinarios de Santo Domingo.
1654. Terremoto destruye Soriano en Calabria.
1655. El Gobernador de Buenos Aires Baígorri exhorta a los indios, entre ellos a los 50 chanás que debieron huir del Baradero, reducción ubicada cerca de la costa del río Paraná, que fue evacuada por una epidemia de viruela. Baigorri los induce a reunirse en un pueblo. Creció el culto a Santo Domingo.
1662. Junto al arroyo Yaguarí Miní (hoy, Arroyo Malo, frente a la desembocadura del río Negro), al oeste del río Uruguay (actual Provincia de Entre Ríos, República Argentina), se congregan chanás y charrúas, cada uno con su alcalde propio, fundándose dos reducciones bajo la orden dominicana, los chanás junto al Yaguarí Miní, y los charrúas junto al Yaguarí Guazú (hoy río Gualeguaychú), según relatara el gobernador Salazar en 1664; en total con 425 indios, más población que en Buenos Aires.
1665. El Rey contesta y agradece lo realizado, ordenándole a Salazar la mayor suavidad en el trato de los indígenas de Santo Domingo Soriano.
1666. Instrucciones desde Buenos Aires a Juan de Brito como ordenanza de chanás y charrúas de Soriano, según consta en relato hecho por de Brito.
1676. En Soriano se educan los indios pampas enviados desde Buenos Aires.
1680. Desde este año, a raíz de la invasión portuguesa y la fundación de Colonia, en Soriano se organizó un ejército, donde se concentraron tropas de Buenos Aires, Santa Fe, las Misiones y Soriano, convertido así en centro Militar, Educativo, proveedor de víveres y lugar de coordinación general.
1701. Soriano se muda a la isla Vizcaíno (actual departamento de río Negro) para colaborar mejor en el sitio español a Colonia, convirtiéndose además en el centro de las vaquerías porteñas y santafesinas.
1718. Aumentan los envíos a Buenos Aires, que concede a Soriano los permisos necesarios. Se traslada Soriano al sur del Río Negro (localización en el actual departamento de Soriano), aumentando sus envíos de maderas, cueros, carbón, etc.
1722. Se construye la Calera del Dacá, anterior dos años a Montevideo.
1726. Santo Domingo Soriano se traslada a la situación actual.
1730. Se empieza a admitir en Santo Domingo Soriano a europeos (el primero fue Juan Palacios), sin dejar de ser pueblo de indios.
1750. Soriano se niega a colaborar con las tropas porteñas que combaten a los charrúas hasta el norte del Río Negro.
1762. En Buenos Aires se establece la jurisdicción de Soriano, limitada por el Río Negro, el San Salvador, el Arroyo del Águila y el Arroyo Grande.
1763. Colonia vuelve a ser portuguesa, superando a los españoles, que la habían ocupado. Al este de Soriano, ocupan tierras Martínez de Haedo y San Ginés.
1767. Los sorianenses expulsan a los jesuitas que ocuparan al sur.
1776. Se crea el Virreinato del Río de la Plata, con Buenos Aires como capital.
1777. Tratado de San Ildefonso, por el que Colonia vuelve a ser española.
1782. Dentro del Virreinato del Río de La Plata, Soriano y Montevideo son poblaciones subordinadas a Buenos Aires.
1811. Defensa de Villa Soriano - Bombardeo de Michelena.
1825. Proclama de Lavalleja en la Villa Soriano (capital).
Hijos de Artigas en Villa Soriano
Matrimonio José Artigas – Isabel Sánchez:
Juan Manuel Artigas        (1791-1851)
Ma. Clemencia Artigas      (1793 - falleció en la infancia)
Ma. Agustina Artigas       (1795 - falleció en la infancia)
Ma. Vicenta Artigas        (1804 - casó con Diego Bello)

## Autoridades

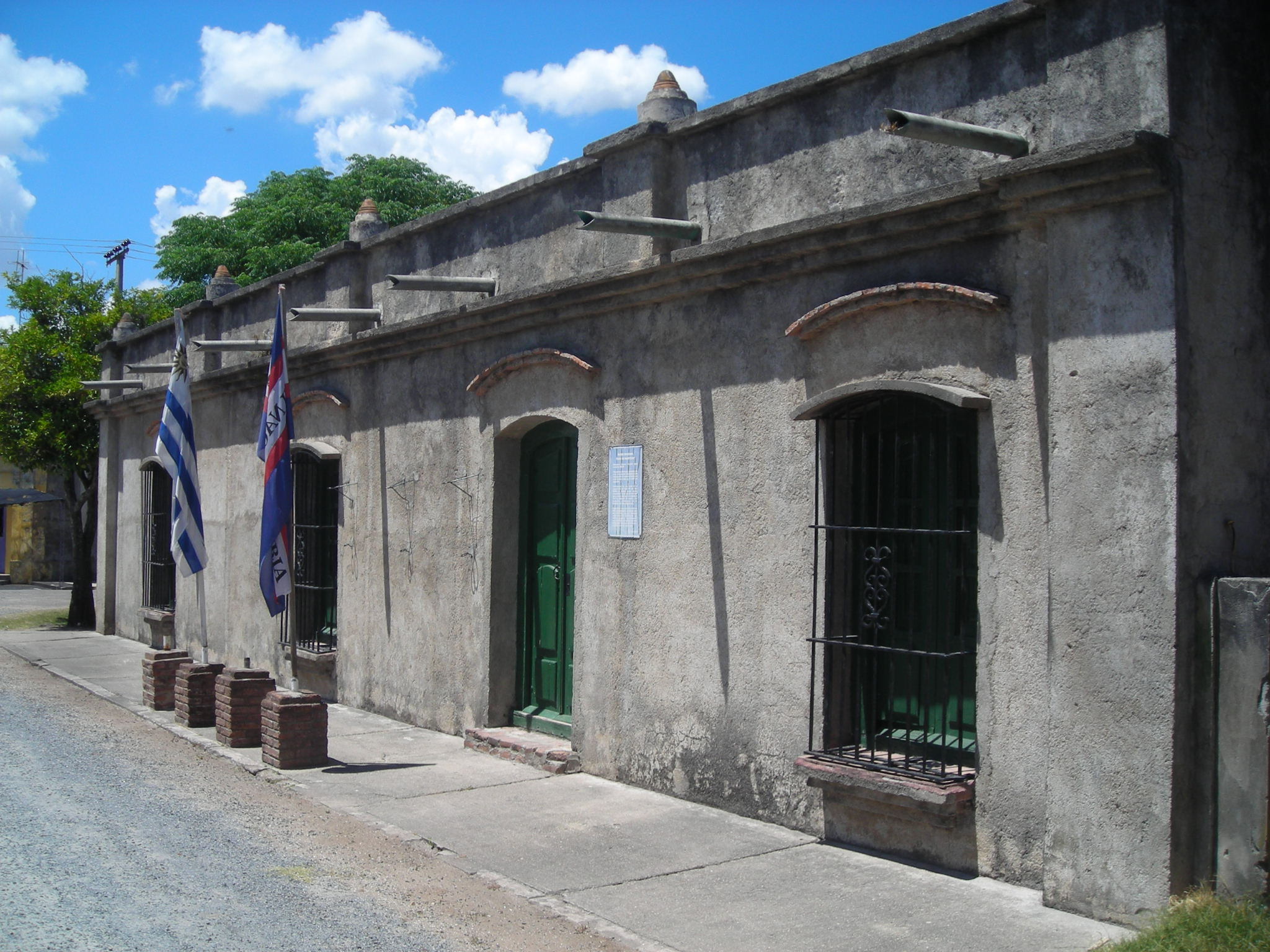
Museo Casa de los Marfetán.

La administración de las ciudades del interior de los departamentos uruguayos, de acuerdo a la Constitución vigente, desde 1996, y las leyes de descentralización aprobadas por el Parlamento —en 2009 y 2010— conforme a ellas, están a cargo de Municipios, que sustituyeron a las Juntas Locales. Villa Soriano tuvo Junta Local constituida hasta febrero de 1995, desde entonces la función ejecutiva fue desempeñada directamente por un empleado designado por el Intendente. Al eliminarse las Juntas Locales, este funcionario actúa de hecho como el Jefe de la Oficina municipal.
En diciembre del año 2012, surgió la idea de transformar a Villa Soriano en un municipio. Así, sus pobladores recolectaron firmas para solicitarlo en 2013. Tras el fracaso de la iniciativa en 2018, en 2021 se reflotó la idea con una nueva recolección de firmas, la cual en esa nueva instancia obtuvo el 27,3% de los habilitados de esa circunscripción en muy poco tiempo, siendo finalmente la iniciativa aprobada por la Junta Departamental del departamento. Por ende, su población elegiría a su primer alcalde en las elecciones departamentales y municipales de 2025.
En dichas elecciones triunfó el Partido Nacional con 563 votos contra 161 del Frente Amplio y 161 del Partido Colorado, siendo nombrada alcaldesa Daniela Ruiz tras ganarle por sólo un voto a su contrincante del mismo partido (165 votos contra 164).

## Turismo
La construcción de su iglesia comenzó en 1751 y constituye en la actualidad uno de los principales atractivos turísticos del lugar, ya que además cuenta con el único Cristo Articulado de América, el cual es bajado de su cruz cada Semana Santa y se transforma en un momento emotivo y admirado por lugareños y turistas que se acercan en esta fecha para observar este acontecimiento, junto con el cementerio de principios del siglo XX, y su puerto sobre el río Negro. También se encuentra el museo Marfetan junto con un campo turístico al lado.
Villa Soriano es parte del programa Corredor de los Pájaros Pintados del Ministerio de Turismo. El programa apunta a desarrollar el turismo en las localidades costeras del río Uruguay y del río Negro, agregando infraestructura y promocionando las actividades deportivas, gastronomía, fiestas populares y recorridos turísticos. El antiguo muelle de madera del puerto de Villa Soriano se restauró y se agregaron servicios para la navegación deportiva.
Desde Mercedes se puede navegar hasta Villa Soriano en el catamarán Soriano I, que realiza recorridos con guía de naturaleza por el río Negro.

## Deportes
El Villa Soriano F.C., fundado el 18 de noviembre de 2005, era hasta 2009 el único club de fútbol con actividad en la localidad. Pertenecía a la Liga Regional de Fútbol de Dolores. Su constitución se generó a partir del esfuerzo colectivo de dirigentes de los clubes locales Cabildo, Hum, Nacional y Obrero Sporting.

## Demografía
Según el censo oficial del año 2023, la localidad cuenta con una población de 1290 habitantes.
| 6303          | 1036 | 1120 | 1068 | 1074 | 1184 | 1124 | 1290 |
| (Fuente: INE) |      |      |      |      |      |      |      |